# 생타드레스의 해변
생타드레스의 해변은 프랑스 인상파 화가 클로드 모네의 1867년 유화 작품이다.
1876년 처음으로 대중에 공개되어 호평을 받았으며, 프랑스 가수이자 미술품 수집가인 장바프티스트 포르가 구입하여 소장해 왔다. 이후 1933년 미국의 애니 스완 코번이 구입하여 '루이스 라니드 코번 부인 부부 기념 컬렉션'의 일부로 시카고 미술관에 기증되어 현재까지 소장 중에 있다.
이 그림과 《생타드레스의 요트 경주》는 모네가 숙모와 아버지를 만나러 생타드레스에 머물던 시기에 거의 똑같은 위치에서 그려진 것으로 분석되고 있다. 같은 배경이지만 《요트 경주》는 레가타라고 부르는 요트 경주를 부자들이 지켜보는 모습을 그렸고, 이 작품은 선원과 어부들이 어선에서 작업중인 모습을 그린 것이 큰 차이점이다.

## 같이 보기
- 클로드 모네의 작품 목록